# 西西莉雅·艾亨
西西莉雅·艾亨（英語：Cecelia Ahern，1981年9月30日—）愛爾蘭小說家。她自2004年以來已出版了幾本小說，各種文集，並貢獻了一定數量的短篇小說。
西西莉雅·艾亨還製作ABC喜劇《誰是莎曼莎》，克里斯蒂娜·艾伯盖特主演。
她是愛爾蘭Littlewoods代言人。

## 家族
第10任愛爾蘭總理伯蒂·埃亨是西西莉雅·艾亨的父親。

## 作品
- 2004：《P.S. 我愛妳（英语：PS, I Love You (novel)）》（PS, I Love You）
- 2004：《我一直都在》（Where Rainbows End）
- 2005：《在妳身邊90天》（If You Could See Me Now）
- 2006：《在這裡等妳》（A Place Called Here）
- 2008：《最後的禮物》（The Gift）
- 2011：《星期一的邀約信》（The Time of my Life）

## 外部連結
- Cecelia Ahern's Official website
- Written In The Night - a fansite